# Oscar W. Gillespie

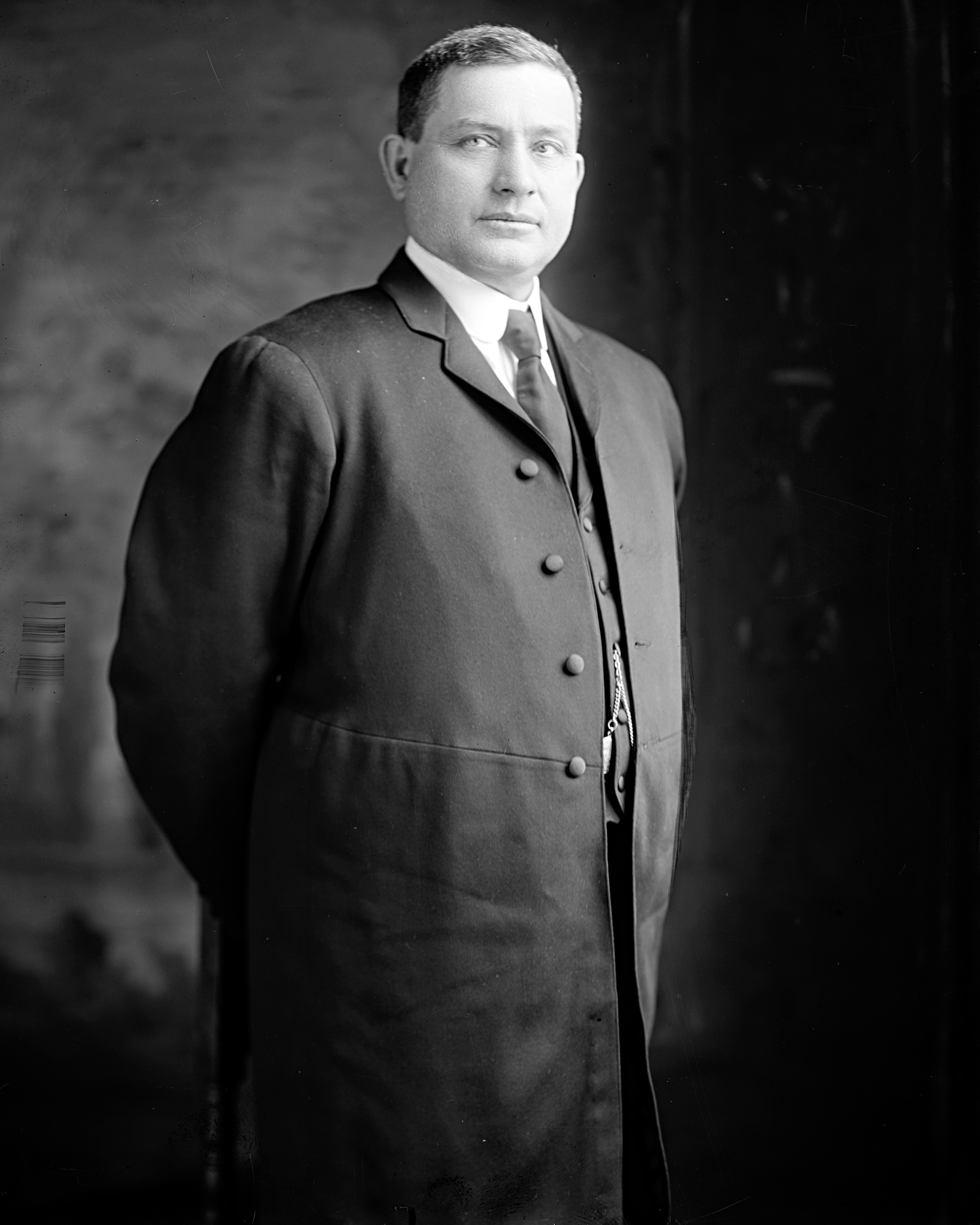
Oscar W. Gillespie

Oscar William Gillespie (* 20. Juni 1858 bei Quitman, Clarke County, Mississippi; † 23. August 1927 in Fort Worth, Texas) war ein US-amerikanischer Politiker. Zwischen 1903 und 1911 vertrat er den Bundesstaat Texas im US-Repräsentantenhaus.

## Werdegang
Oscar Gillespie besuchte private Schulen und danach bis 1885 das Mansfield College in Texas. Nach einem Jurastudium und seiner 1886 erfolgten Zulassung als Rechtsanwalt begann er in Fort Worth in diesem Beruf zu arbeiten. Zwischen 1886 und 1888 fungierte er als stellvertretender Staatsanwalt im Tarrant County. Dort war er zwischen 1890 und 1894 als Bezirksstaatsanwalt tätig. Gleichzeitig schlug er als Mitglied der Demokratischen Partei eine politische Laufbahn ein.
Bei den Kongresswahlen des Jahres 1902 wurde Gillespie im zwölften Wahlbezirk von Texas in das US-Repräsentantenhaus in Washington, D.C. gewählt, wo er am 4. März 1903 die Nachfolge von James Luther Slayden antrat. Nach drei Wiederwahlen konnte er bis zum 3. März 1911 vier Legislaturperioden im Kongress absolvieren. Im Jahr 1910 wurde er von seiner Partei nicht mehr zur Wiederwahl nominiert. Nach dem Ende seiner Zeit im US-Repräsentantenhaus praktizierte Oscar Gillespie wieder als Anwalt. Er starb am 23. August 1927 in Fort Worth und wurde in Mansfield beigesetzt.